# تپه دوآوان ۲
تپه دوآوان ۲ در شهرستان چرداول، بخش مرکزی، مسیرجاده موشکان واقع شده و این اثر در تاریخ ۹ اردیبهشت ۱۳۸۲ با شمارهٔ ثبت ۸۴۷۸ به‌عنوان یکی از آثار ملی ایران به ثبت رسیده است.